# 湖廣巡撫
湖廣巡撫，全稱巡撫湖廣等處地方兼贊理軍務，明朝和清朝前期的一個巡撫職位，雍正年间改为湖北巡抚。

## 沿革
- 宣德五年，建制，轄區包括湖廣全境。
- 正統三年，罷免。
- 正統七年，恢復，隨後罷免
- 正統十一年，恢復。
- 正統十四年，襄陽府、黃州府別屬河南巡撫。
- 景泰元年，黃州府歸還。
- 天順元年，罷。
- 天順三年，恢復。
- 天順四年，罷。
- 天順七年，恢復。
- 成化元年，荊州府別屬鄖陽撫治。
- 成化四年，德安府別屬鄖陽撫治，后歸還。
- 弘治八年，南贛巡撫設立，郴州別屬。
- 弘治十六年，郴州歸還。
- 正德二年，襄陽府、荊州府、汝州、南陽府等歸還。
- 正德五年，鄖陽撫治設置，上述別屬。
- 正德六年，郴州別屬南贛巡撫。
- 正德七年，常德府、辰州府、靖州別屬貴州巡撫。
- 萬曆九年，鄖陽撫治罷，鄖陽府、襄陽府、荊州府、承天府、漢中府、商州、汝州、南陽府下的南陽縣、唐縣、桐柏縣、鄧州、南召等地歸屬。
- 萬曆十一年，鄖陽撫治恢復，上述別屬。
- 崇禎十年，蕲州、廣濟、黃梅縣別屬安慶巡撫。
- 崇禎十五年，鄖陽撫治廢，鄖陽府、襄陽府、承天府、荊州府歸還。
- 崇禎十六年，承天府、德安府別屬承天巡撫。
- 崇禎十七年，承天巡撫罷，其他歸還。

清朝历任湖廣巡撫
- 何明銮（1645年—1646年）
- 高士俊（1646年—1648年）
- 迟日益（1648年—1654年）
- 林天擎（1654年—1656年）
- 张长庚（1656年—1660年）
- 杨茂勋（1660年—1661年）
- 刘兆麒（1661年—1668年）
- 林天擎（1668年—1670年）
- 董国兴（1670年—1672年）
- 徐化成（1672年—1673年）
- 张朝珍（1673年—1680年）
- 王新命（1680年—1684年）
- 慕天颜（1684年）
- 石琳（1684年—1686年）
- 张汧（1686年—1687年）
- 柯永昇（1688年）
- 丁思孔（1688年）
- 杨素蕴（1688年—1689年）
- 吴琠（1689年—1692年）
- 桑额（1692年）
- 年遐龄（1692年—1704年）
- 刘殿衡（1704年—1708年）
- 陈诜（1708年—1711年）
- 刘殿衡（1711年—1717年）
- 张连登（1718年—1723年）改湖北巡抚